# Правдинка
Правдинка — посёлок в Мариинском районе Кемеровской области. Входит в состав Белогородского сельского поселения.

## География
Центральная часть населённого пункта расположена на высоте 153 метров над уровнем моря.

## Население
По данным Всероссийской переписи населения 2010 года, в посёлке Правдинка проживает 128 человек (61 мужчина, 67 женщин).